# Трансфокатор

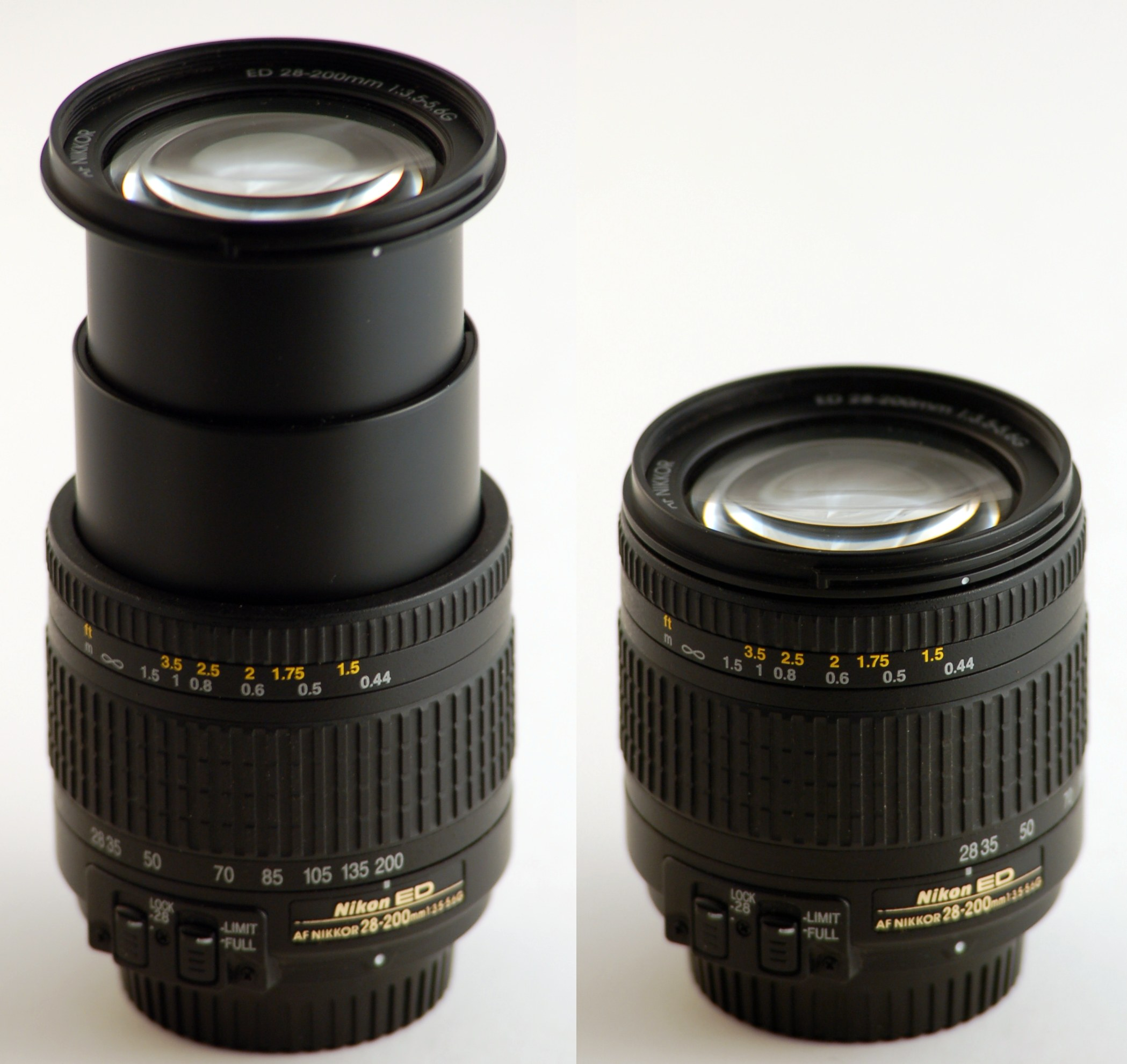
Об'єктив Nikkor 28-200 mm в положенні фокусної відстані 200 мм. (зліва) та 28 мм. (справа)

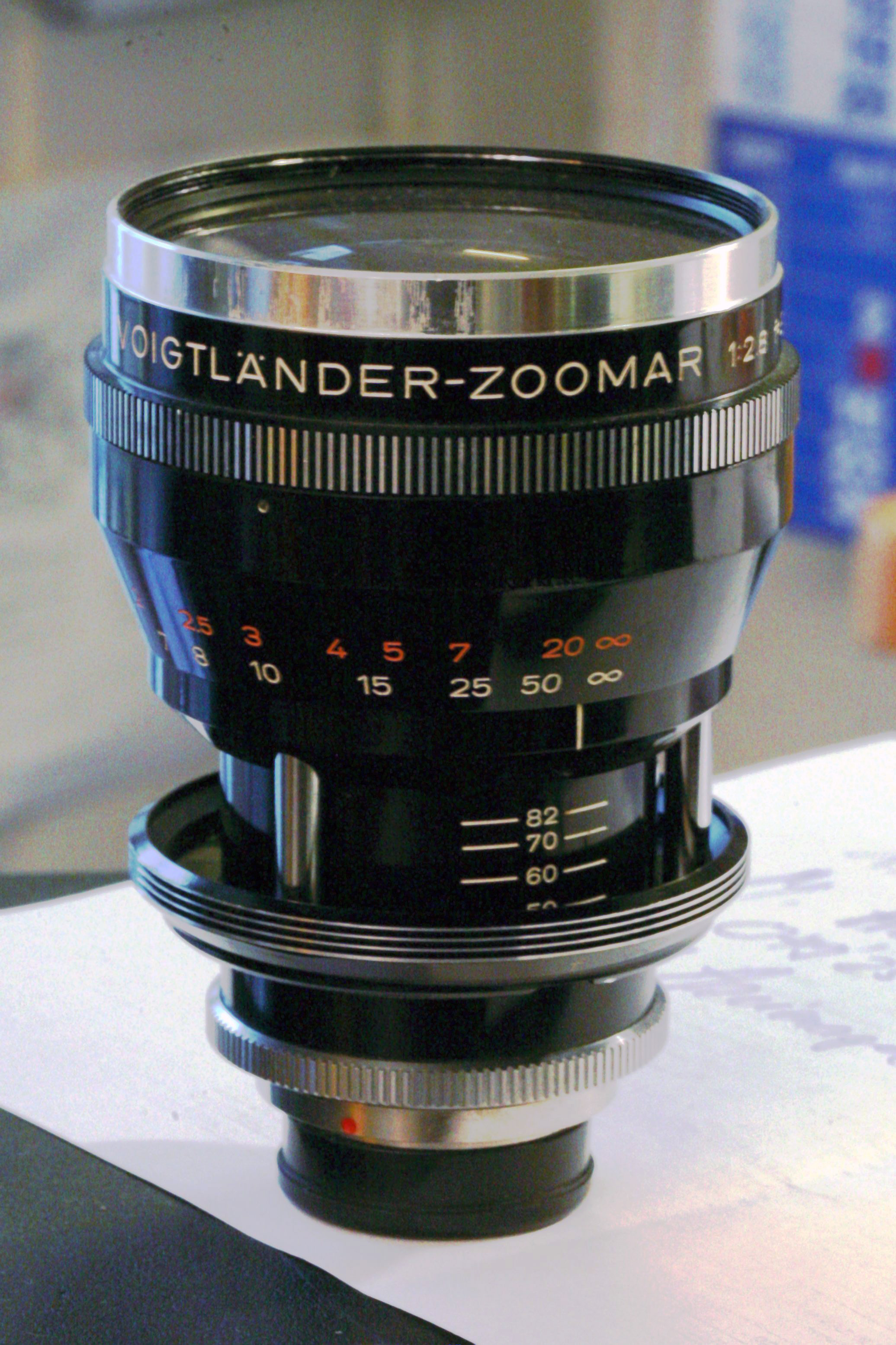
Voigtländer Zoomar 36-82/2.8 — перший серійний трансфокатор для 35-мм фотокамер (1959)

Принцип роботи трансфокатора

Трансфокатор в роботі

Трансфокатор (варіооб'єктив або «зум» від англ. zoom) — об'єктив зі змінною фокусною відстанню, один з різновидів панкратичних оптичних систем.

## Трансфокатори та варіооб'єктиви
Трансфокатор — оптична система, що складається з афокальної панкратичної насадки зі змінним кутовим збільшенням і об'єктива з постійною фокусною відстанню. Виправлення аберацій проводиться для обох складових частин трансфокатора окремо. У такій системі власне трансфокатором є лише афокальна насадка.
Трансфокатором також називають варіооб'єктив — оптичну систему, розраховану як єдине ціле з точки зору аберацій. У порівнянні з трансфокатором варіооб'єктив дозволяє досягти кращого виправлення багатьох аберацій при меншому числі лінз і компонентів, а також домогтися більшої геометричної світлосили у всьому діапазоні фокусних відстаней.
У широкому застосуванні знаходяться об'єктиви обох типів, і обидва терміни часто застосовуються до них як синоніми.

## Історія розвитку трансфокаторів
Перші об'єктиви зі змінною фокусною відстанню мали невеликий діапазон фокусних відстаней (збільшення) — від двох до трьох, що було пов'язано з неможливістю виконання досить складних обчислень для розрахунку багатолінзових конструкцій з прийнятними абераціями. З усім тим, ці трансфокатори проєктувалися так, щоб при зміні фокусної відстані зберігати попередньо налаштовану різкість, що спрощувало збільшення або зменшення об'єкта на зображенні при зніманні. В цей час, у зв'язку з масовим переходом на автофокусні об'єктиви, ця можливість збереглась тільки в професійних репортерських об'єктивах.

## Переваги та недоліки трасфокаторів

Приклад роботи трансфокатора: наїзд

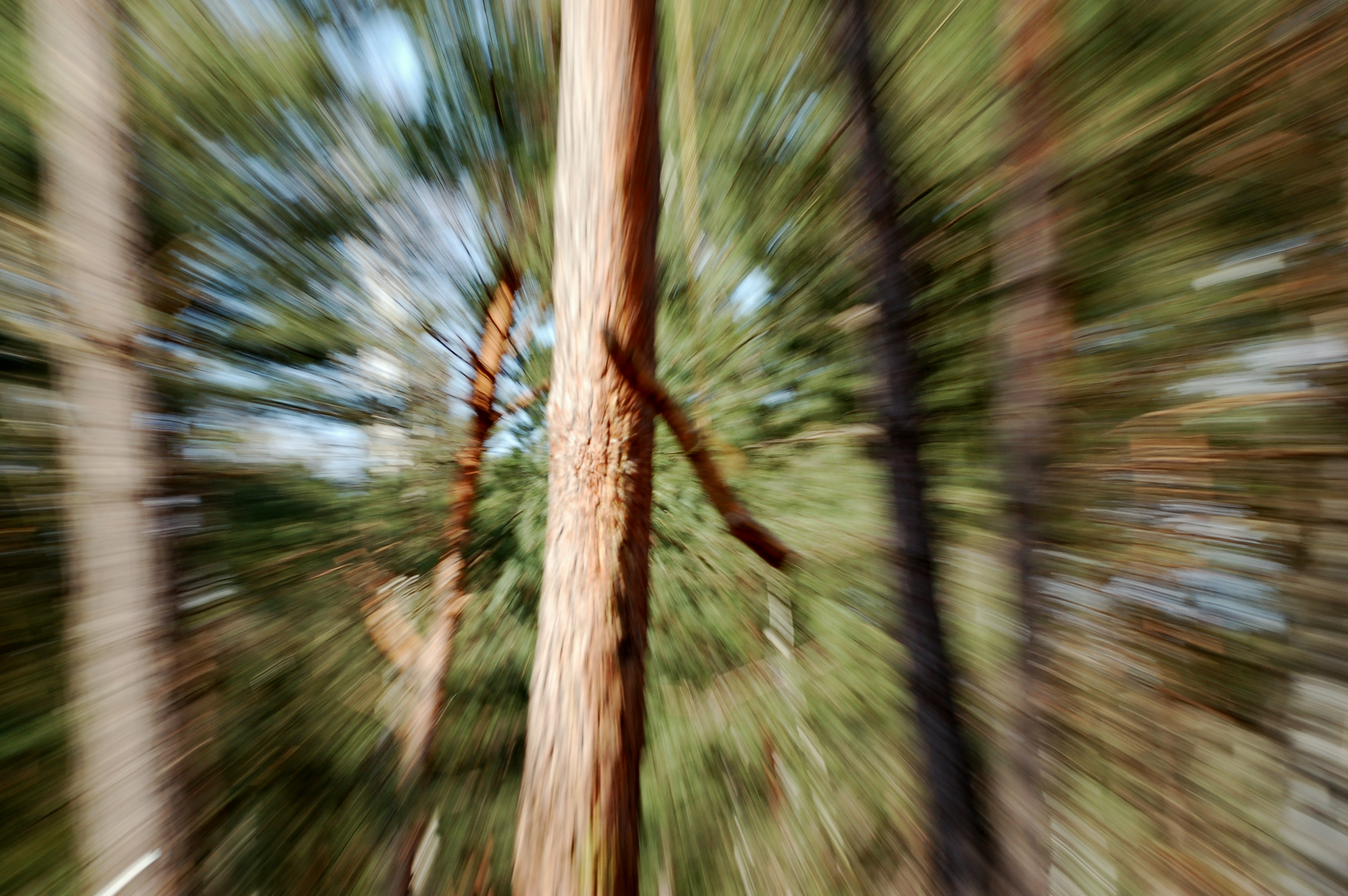
Приклад роботи трансфокатора: радіальне розмиття

### Переваги трасфокаторів
Головна перевага трансфокаторів — можливість оперативної зміни масштабу зображення при фотографуванні з незмінної точки знімання, що в іншому випадку вимагало б оперативної зміни об'єктива на камері.
Трансфокатори з діапазоном фокусних відстаней близько 10 також використовують як так звані «тревел»-об'єктиви (від англ. travel - подорож), але досить високу різкість зображення забезпечують трансфокатори з діапазоном фокусних відстаней не більше 3-4.
Трансфокатори також дозволяють втілити нові образотворчі прийоми в кінематографі (наприклад, «наїзд»), та в фотографії («радіальне розмиття»).

### Недоліки трансфокаторів
Недоліками трансфокаторів є гірші в порівнянні з об'єктивами з фіксованою фокусною відстанню характеристики, обумовлені складністю оптичної схеми, більшою кількістю лінз, залежністю світлосили від фокусної відстані, складностями компенсування хроматичних аберацій при зміні фокусної відстані.
Як правило, в конструкції об'єктивів з фіксованою фокусною відстанню рідко буває понад 12 груп лінз (крім хіба що надширококутних і телеоб'єктивів), а в конструкціях зум-об'єктивів рідко буває менше ніж 12 елементів. Неточності виготовлення механізмів переміщення лінз також впливають на якість зображення.